# KOŠ Posojilnica Bank Celovec
KOŠ Posojilnica Bank Celovec ist ein österreichischer Basketballverein aus Klagenfurt/Celovec. Die Herrenmannschaft tritt in der 2. österreichischen Basketballliga (B2L) an. Die Damenmannschaft tritt in der 2.höchsten Spielklasse der Basketball Damen 2. Liga (BD2L) an. KOŠ wurde in der Saison 2008/2009 österreichischer Meister der zweiten Bundesliga, außerdem dreifacher Kärntner Meister. Sie gewannen 2006, 2008 und 2024.
Sportdirektor ist Stefan Hribar.